# Tenrikjó

Symbol učení Tenrikjó

Tenrikjó (天 理 教, Cesta nebeské moudrosti) je náboženství pocházející z Japonska, má přes dva miliony vyznavačů po celém světě. Vychází ze šintoismu, založila ho v roce 1838 prorokyně Miki Nakajamová, od roku 1908 je uznáváno jako samostatná církev. Tenrikjó je monoteistické náboženství, založené na víře v boha stvořitele Tenri-O-no-Mikoto („Pán nebeské moudrosti“), zvaného také Ojagami („Božský rodič“). Požadavkem na věřící je radost ze života a pomoc bližnímu (hinokišin). Náboženství obsahuje prvky šamanismu a přírodního léčitelství, v rituálech se uplatňuje hudba a tanec. Centrální chrám zvaný Džiba se nachází ve městě Tenri (Prefektura Nara), kde sekta provozuje také vlastní školu a nemocnici. Propagátorem učení Tenrikjó v západním světě byl americký spisovatel Avram Davidson.